# Stor stjernetop
Stor Stjernetop (Deutzia scabra) er en stor, løvfældende busk med en opret, stivgrenet, tragt-agtig vækstform. Stor Stjernetop bliver dyrket på grund af blomstringen.

## Beskrivelse
Barken er først lysegrøn og svagt ru. Senere bliver den lysebrun og glat. Gamle grenes bark skaller af i lange strimler. Skuddene er hule! Knopperne er modsatte, spidse og lysegrønne med glatte, brune yderskæl. Bladene er spidst ægformede med små tænder langs randen. Oversiden er grågrøn og ru, mens undersiden er grålig og glat. Blomstringen sker i juli. De enkelte blomster er hvide og stjerneformede med fem kronblade. Blomsterne er samlet i endestillede toppe på ret korte sideskud. Frugterne er brune, kuglerunde nødder, men frøsætning ses sjældent her i landet.
Rodnettet er ret trævlet på de planter, som handles, men skyldes mest, at de er lavet som stiklinger. Vildtvoksende planters rødder er grove og kraftige.
Højde x bredde og årlig tilvækst: 4 x 3 m (50 x 40 cm/år). Målene kan anvendes ved udplantning.

## Hjemsted
Japan og Ryu-kyu-øerne, hvor den vokser i krat på bjergskråninger med rigelig monsunregn i sommertiden sammen med bl.a. Have-Aralie, Have-Aucuba, Kryptomerie, Pieris japonica, Skæbnetræ og Sol-Cypres (Rokko-bjerget).

## Sorter
- Deutzia scabra 'Candidissima' har store, fyldte blomster i stor mængde.
- Deutzia scabra 'Plena' har fyldte blomster i mængde.

| Portal | Portal:Botanik |